# 新見站
新見站（日语：／ Niimi eki */?）是西日本旅客鐵道（JR西日本）鐵路車站，位於日本岡山縣新見市西方。車站編號為「JR-V18」。

## 停靠路線
此站有所屬線伯備線與以此站為終點的姬新線停靠。藝備線軌道名稱上的起點是備中神代站，但運行系統上以此站為起點。此外，此站至備中神代站間的中途設有布原站，本來所屬的伯備線列車全數通過，只有藝備線列車停靠。
特急「八雲號列車」的車内販賣大多於本站至岡山間的區間營業。

## 車站構造
地面車站，設有2面4線的島式月台。島式月台間有數條無月台軌道，貨物列車所有列車於此軌道停車。月台與站舎間以地下道連接。車站自動廣播使用的不是JR西日本一般的「○號月台」、而是「○號線」。

站舎内有JR西日本HeartStore。

### 月台配置
| 月台 | 路線   | 方向 | 目的地                   | 備註                     |
| ---- | ------ | ---- | ------------------------ | ------------------------ |
| 1    | 藝備線 | -    | 東城、備後落合、三次方向 | 三次方向需於備後落合轉乘 |
| 2    | 姬新線 | -    | 中國勝山、津山方向       |                          |
| 3    | 伯備線 | 上行 | 倉敷、岡山方向           | 一部分於4號月台          |
| 4    | 伯備線 | 下行 | 米子、松江、出雲市方向   |                          |

## 使用情況
1日平均上車人次如下表。
| 上車人次推移 | 上車人次推移 |
| 年度         | 1日平均人數  |
| ------------ | ------------ |
| 1999         | 1,074        |
| 2000         | 1,054        |
| 2001         | 1,046        |
| 2002         | 1,001        |
| 2003         | 1,009        |
| 2004         | 971          |
| 2005         | 916          |
| 2006         | 856          |
| 2007         | 814          |
| 2008         | 789          |
| 2009         | 798          |
| 2010         | 929          |
| 2011         | 818          |
| 2012         | 836          |
| 2013         | 839          |
| 2014         | 815          |
| 2015         | 797          |
| 2016         | 764          |
| 2017         | 770          |
| 2018         | 726          |

## 車站周邊
- 農業協同組合
- 新見郵便局
- 新見IC - 中國自動車道
- 國道180號
- 國道182號
- 岡山縣道、鳥取縣道8號新見日南線
- 岡山縣道32號新見勝山線
- 岡山縣道199號新見停車場線
- 備中鐵道部

## 历史
- 1928年10月25日 - 伯備線全通，車站開設
- 1929年4月14日 - 作備西線（後為姫新線）部分開業
- 1930年2月10日 - 三神線開業。開業時時部份列車（後為全列車）於新見站發車
- 1987年4月1日 - 國鐵分割民營化、成為西日本旅客鐵道車站。

## 相鄰車站
西日本旅客鐵道
 伯備線
- 特急「八雲」、寢台特急「日出出雲」停車站

■普通
石蟹（JR-V17）－新見（JR-V18）－（布原站（所有列車通過））－備中神代
 姫新線
■快速
※列車的停靠站規律稍有不同，參見路線條目。
■普通
岩山－新見
 藝備線
■快速（早朝只限下行1班運行）
新見 → 矢神
■普通
新見－布原

### 統計資料
1. ↑  來源：岡山縣統計年報

## 外部連結
- 新見｜車站資訊：JR出門網 - 西日本旅客鐵道（日語）